# Ars subtilior

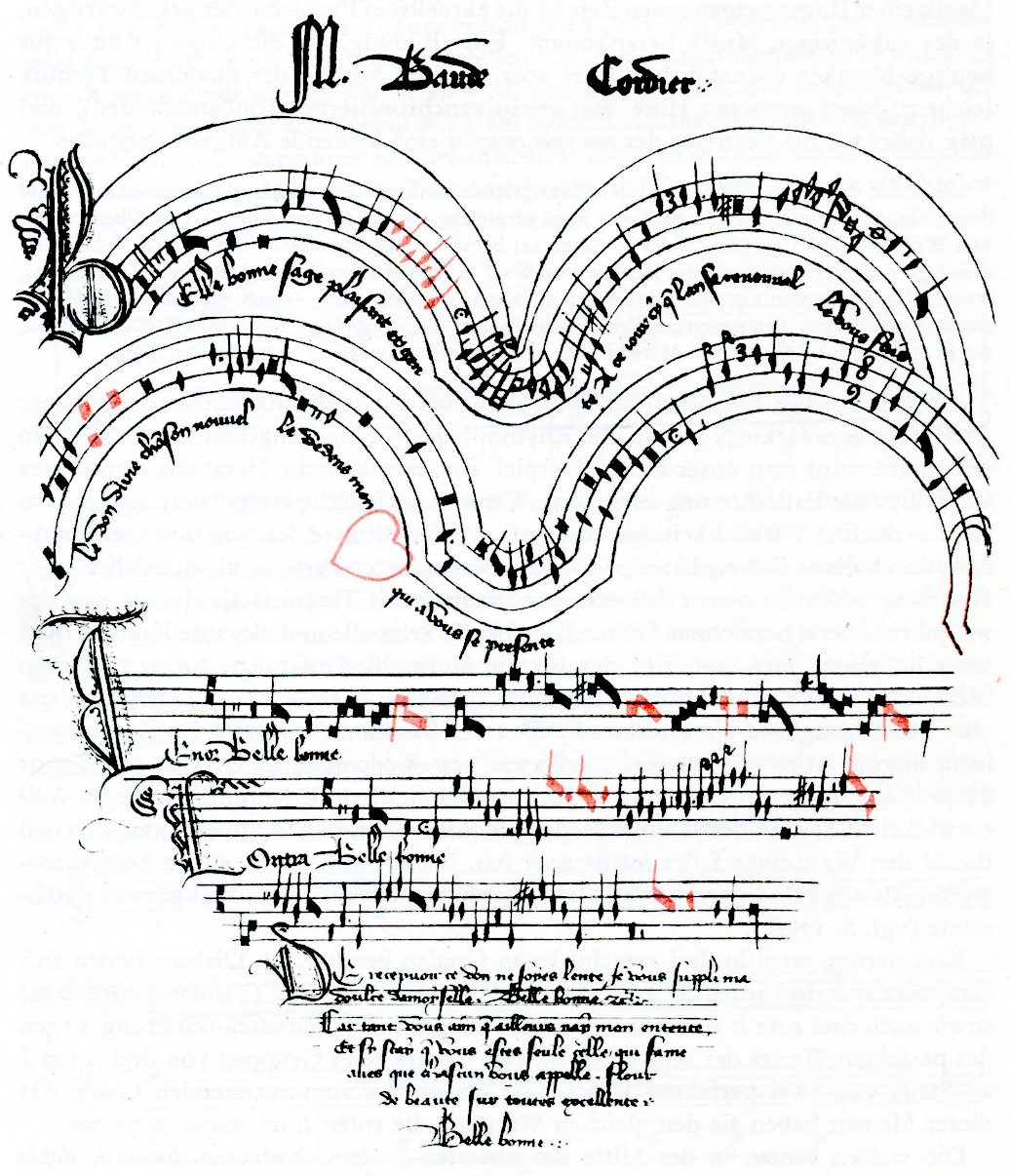
Рондó Бода Кордьє «Belle bonne» (близько 1400 року), нотоване у формі сердечка. Факсиміле з Кодексу Шантійї, Musée Conde 1047, f.11v. Використана одночасно чорна, біла і червона нотація.

Ars subtilior (лат. тонке мистецтво, більш вишукана техніка композиції) — період в західноєвропейській музиці після смерті Машо і Ландіні приблизно до 20-х років XV століття. В історіографії розглядається як перехідний період від середньовічної музики до ренесансної.

## Загальна характеристика
Багатоголосі твори Ars subtilior відрізняються винятковою вишуканістю нотації, ритму і гармонії й нерідко розглядаються як феномен музичного маньєризму. Термін Ars subtilior для позначення цього історичного періоду запропонований в 1960 році Урсулою Гюнтер.
Творці «особливо вишуканого» мистецтва працювали при королівських дворах у Парижі при Карлі V (1364–80) і Карлі VI (1380–1422), на Піренейському півострові (в Арагоні і Кастилії), при дворі Януса на Кіпрі, в папській капелі Авіньйона, в Італії. Значна їх частина відома лише за мізерними атрибуціями кількох п'єс в нотних рукописах (у ряді випадків це навіть не імена, а прізвиська); ніяких інших біографічних фактів не збереглося. Багато творів (в тому числі дуже популярні в сучасних інтерпретаціях) безіменні.
Відомі за іменем композитори Ars subtilior:
- Іоанн Чико́нія (Johannes Ciconia, ранні твори)
- Сола́ж (Solage)
- Яко́б де Сенле́ш[en] (Jacob de Senleches)
- Матте́о Перуджийський (Matteo da Perugia)
- Антонелло із Казерти (Antonello da Caserta)
- Філіппокт із Казерти (Philippoctus da Caserta)
- Па́оло Флорентійський (Paolo da Firenze)
- Жан Вайя́н (Jean Vaillant)
- Жан Галіо́ (Jean Galiot)
- Бод Кордье́ (Baude Cordier)
- Магістр Захарія (Magister Zacharias, можливо з Терамо)
- Гасье́н Рейно́ (Gacian Reyneau)
- Жан Кювейє (Johannes Cuvelier; помилково Кюнейє, Cunelier)
- Жан-Симон Аспруа́[en] (Johannes Simon Hasprois)
- Матьє де Сен-Жан[en](Matheus de Sancto Johanne)
- Требо́р (Trebor)
- Гріма́с (Grimace)
- Борле́ (Borlet)
- Жан Сусе́ (Johannes Susay)
- Жан Сезарі[fr](Johannes Cesaris, ранні твори)
- Жиль Велю́ (Giles Velut, ймовірний автор більшості п'єс кіпрських/туринських рукописів)

## Творчість
Твори Ars subtilior являють собою переважно світську музику в невеликих за розміром віршованих «твердих формах», які були розвинуті у французькій культурі Арс нова (балада, рондо, віреле). Рідше зустрічається мотет, в тому числі ізоритмічний. З італійського Треченто (особливо з каччи) твори Ars subtilior запозичили звуконаслідування (головним чином, наслідування співу птахів). Вишукана ритміка (зміни мензури, поліметрія, синкопи, гокет) та модально-хроматична гармонія представляють складність для музикознавчих тлумачень (особливо з урахуванням неоднозначності їх оригінальній нотації, що часто призводить до помилок при розшифруванні), а від сучасних виконавців вимагають виняткової ансамблевої дисципліни і точності вокального інтонування. Тематика більшості віршів — куртуазна лірика з традиційними епітетами, метафорами та іншими кліше труверської поезії. Ряд творів південнофранцузького походження присвячений екзотичній темі куріння (мабуть, опіуму, завезеного хрестоносцями зі Сходу). З найбільш показових:
- Adieu vous di (анонімна балада)
- A l'arme a l'arme (віреле Грімаса)
- Fumeux fume (рондо Солажа)
- Hé tres doulz roussignol (віреле Борле)
- La harpe de melodie (віреле Сенлеша)
- Or sus vous dormés trop (анонімне віреле)
- Par maintes foys (віреле Жана Вайяна)
- Puisque je suis fumeux (балада Аспруа)
- Are post libamina/Nunc surgunt (мотет Матье де Сен-Жана)
- A virtutis ignicio/Ergo beata/Benedicta (панізоритмічний мотет Жана Сезарі)

## РукописиArs subtilior
- Кодекс із Шантії (Musée Condé, 112 п'єс, головне джерело)
- Кодекс із Івре́і (Biblioteca Capitolare)
- Моденський кодекс (Biblioteca Estense e Universitaria)
- Кодекс Манчині (Лукка, Archivio di Stato, ms. 184)
- Рукопис із Апта (Bibliothèque municipale)
- Туринський кодекс (Biblioteca Nazionale Universitaria, J.II.9; кіпрського походження; 102 балади, 43 рондо, 21 віреле; усі п'єси анонімні)

Твори в стилі Ars subtilior входять також до складу деяких інших рукописів ширшого стилістичного охоплення: в знаменитий лондонський Old Hall Manuscript, в оксфордський манускрипт Бодліанської бібліотеки GB-Ob Canonici misc.213, в Кодекс із Фаенци (Biblioteca Communale) тощо.

## Видання музики Ars subtilior
- Early fifteenth-century music, ed. G.Reaney // Corpus mensurabilis musicae 11 (1955)
- The Cypriot-French repertory of the manuscript Torino, Biblioteca Nazionale, J.II.9, ed. R.H. Hoppin // Corpus mensurabilis musicae 21 (1960—1963)
- The motets of the manuscripts Chantilly, Musée condé, 564 (olim 1047) and Modena, Biblioteca Estense, a. M. 5, 24 (olim lat. 568). Corpus mensurabilis musicae 39 (1965) (мотети із моденського кодексу і кодексу Шантії)
- French Secular Music of the 14th Century, ed. W.Apel // Corpus Mensurabilis Musicae 53 (1970-72; у тому числі кодекс Шантійі, крім мотетів)
- French Secular Music: Manuscript Chantilly, Musée Condé 564, ed. G.K. Greene // Polyphonic Music of the Fourteenth Century, vls. 18-19 (Monaco, 1981-2) (увесь кодекс Шантійі)
- The Lucca Codex: Codice Mancini <…> introductory study and facsimile edition. A cura di John Nádas e Agostino Ziino. Lucca, 1990
- Il codice J.II.9 (Torino, Biblioteca nazionale universitaria). Facsimile. A cura di K.Kugle, I.Data, A.Ziino. Lucca, 1999

## Дискографія
- Розділ вебсайту medieval.org [Архівовано 1 вересня 2012 у Wayback Machine.]